# Oliver Rehmann
Oliver Rehmann (* 1982 in Ibbenbüren) ist ein deutscher Jazzmusiker (Schlagzeug, Perkussion).

## Leben und Wirken
Rehmann begann als Kind, auf dem Schlagzeug seines Onkels zu spielen. Im Alter von 8 Jahren erhielt er dann Schlagzeugunterricht. Ein Jahr später begann er zudem mit Klavierunterricht; auf diesem Instrument gewann er erste Preise beim Wettbewerb Jugend musiziert. Sein Interesse am Jazz führte 1997 zu einem deutsch-amerikanischen Jazzaustausch an die University of North Texas und nach Los Angeles. Zunehmend konzentrierte er sich auf das Schlagwerk und insbesondere das Jazz-Schlagzeug; 1999 und 2001 belegte er den ersten Platz beim Wettbewerb Jugend jazzt. Für zwei Jahre war er Mitglied im Landesjugendorchester NRW. Von 2002 an studierte Rehmann am Conservatorium van Amsterdam bei Martijn Vink und Marcel Seriese; dort nahm er auch an  Workshops u. a. von Bill Stewart und Joey Baron teil.
Nach dem Bachelor-Abschluss zog Rehmann 2006 nach Köln. Mit dem Quartett Hornstrom (mit Klaus Heidenreich, Tobias Wember und Markus Braun) gewann er 2008 den Biberacher Jazzpreis. Aktuell ist er Mitglied von Matthias Akeo Nowaks KOi Trio und den Bands von Anne Hartkamp, Oliver Lutz, Jens Böckamp und Julian & Roman Wasserfuhr. Er arbeitete auch mit Riccardo Del Fra, Pablo Held, den Duisburger Philharmonikern und dem WDR Rundfunkorchester. Er trat u. a. auf dem Jazzfestival Viersen, dem Novi Sad Jazz Festival, Rheingau Musik Festival und der Düsseldorfer Jazz-Rally auf. Die Konzerttätigkeit führte ihn quer durch Europa und nach Südafrika. Er ist zudem auf Alben von Esther Berlansky, Ana Mai und Jonas Windscheid zu hören.

## Diskographische Hinweise
- Anne Hartkamp Songs & Dances (Double Moon Records 2016, mit Thomas Rückert, André Nendza)
- Julian & Roman Wasserfuhr Running (ACT 2013, mit Benjamin Garcia)
- Andy Miles, Ekkehard Wölk and Friends Then and Now (Fibonacci Records 2011, mit Pascal von Wroblewsky, Dietmar Fuhr bzw. John Goldsby)
- Jens Böckamp Progression (Konnex 2009, mit Matthias Bergmann, Riaz Khabirpour, Jakob Kühnemann)